# Electric Forest (roman)
Electric Forest (cu sensul de Pădure electrică, 1979) este un roman științifico-fantastic al scriitoarei britanice Tanith Lee. Romanul este despre o femeie deformată care primește un nou corp în cadrul unui efort de spionaj guvernamental.

## Prezentare
Lumea numită Indigo se întoarce cu susul în jos când Magdala Cled se trezește într-o dimineață. Deoarece ea este singura persoană necorespunzătoare genetic din  lume, izolată de societate, altfel ideală, ea a devenit centrul atenției unor forțe puternice. Instalată în mijlocul Pădurii electrice, cu copacii săi ciudați și cu casa ei super-luxoasă, Magdala s-a trezit la potențialul  ei maxim. Și pentru a fi conștientă de pericolele care planează asupra lumii Indigo. Doar ea, cea urâtă de toți, le-ar putea ocoli...

## Primire
Greg Costikyan a revizuit Electric Forest în revista Ares # 1. Costikyan a comentat că "Electric Forest este mai mult decât un roman excelent - este, după părerea mea, una dintre cele mai bune lucrări pe care literatura științifico-fantastică a dat-o până acum, ceva ce voi reciti pentru tot restul vieții mele [...] Povestea este captivantă, scrierea este excelentă, răsturnările de situație sunt orbitoare - dar și mai mult, Electric Forest îl transformă pe cititor în interior, emoțional."

## Legături externe
- en  Istoria publicării lucrării Electric Forest la Internet Speculative Fiction Database

## Vezi și
- Realitatea simulată în ficțiune
- 1979 în literatură